# 355.ª Divisão de Infantaria (Alemanha)
A 355ª Divisão de Infantaria (em alemão:355. Infanterie-Division) foi uma unidade militar que serviu no Exército alemão durante a Segunda Guerra Mundial.

## Comandantes
| Comandante                     | Data                                       |
| ------------------------------ | ------------------------------------------ |
| Generalleutnant Dietrich Kraiß | 14 de maio de 1943 - 6 de novembro de 1943 |

## Oficiais de operações
| Oberstleutnant Heinz Thien | 1 de maio de 1943 - 20 de outubro de 1943 |

## Área de operações
| França                     | maio de 1943 - junho de 1943        |
| Crimeia                    | junho de 1943 - setembro de 1943    |
| Frente Oriental, setir sul | setembro de 1943 - novembro de 1943 |